# 1260
| 1260               |
| ------------------ |
| Dødsfald - Fødsler |
| • Begivenheder     |

| Gregoriansk kalender | 1260 MCCLX              |
| Ab urbe condita      | 2013                    |
| Armensk kalender     | 709 ԹՎ ՉԹ               |
| Kinesiske kalender   | 3956 – 3957 己未 – 庚申 |
| Etiopisk kalender    | 1252 – 1253             |
| Jødisk kalender      | 5020 – 5021             |
| Hindukalendere       |                         |
| - Vikram Samvat      | 1315 – 1316             |
| - Shaka Samvat       | 1182 – 1183             |
| - Kali Yuga          | 4361 – 4362             |
| Iransk kalender      | 638 – 639               |
| Islamisk kalender    | 658 – 659               |

Konge i Danmark: Erik Klipping 1259-1286
Se også 1260 (tal)